# Polactwo
Polactwo – publicystyczna książka autorstwa Rafała Ziemkiewicza, po raz pierwszy wydana w roku 2004.

## Treść
Autor próbuje opisać wpływ kilkudziesięciu lat rządów komunistycznych w Polsce i spustoszenia, jakie te lata poczyniły w świadomości społeczeństwa polskiego. W książce wysnuwa tezę o szkodliwym wpływie formacji umysłowej zgrupowanej wokół Adama Michnika, którą rozwija w kolejnej książce Michnikowszczyzna. Zapis choroby. Próbuje też opisać przyczyny i skutki niskiej samooceny Polaków jako narodu, gdzie w badaniach socjologicznych opisują się negatywnie. Według Ziemkiewicza, przyczyn należy upatrywać w procesach kształtujących społeczeństwo przez lata zaborów i komunizmu. Stawiana jest teza, że sytuacja społeczna nie odbiega od rozwoju wypadków nie tylko w innych krajach postkomunistycznych, ale także społeczeństwach postkolonialnych.
Książka porusza wątek mentalności folwarcznej społeczeństwa. Autor posługuje się w niej pojęciem postkolonializmu.
Zdaniem autora tytuł książki oznacza pewien stan umysłu charakteryzujący się mentalnością postpańszczyźnianą i postpeerelowską. W przypadku mas mentalność ta ma się objawiać cwaniactwem i brakiem pojęcia dobra wspólnego, w przypadku elit zwracaniem się przeciwko własnemu narodowi i narzucania mu cywilizacji importowanej. W zamyśle autora nie miało to być więc pogardliwe określenie Polaków.

## Odbiór
Polactwo okazało się bestsellerem i wywołało ożywioną dyskusję w telewizji i na forach internetowych. Wydawanie książki było kilkakrotnie wznawiane, między innymi w latach 2007, 2008, 2012 i 2020. Książka była wielokrotnie cytowana w publikacjach naukowych. Zainteresowanie książką utrzymywało się dość długo – przykładowo, Magazyn Literacki „Książki” wymienił ją na liście bestsellerów października 2012.
Po latach krytyce podlegała jednak zawarta w książce Ziemkiewicza drwina z rzekomej roszczeniowości społeczeństwa polskiego, wyrażona przezeń następującymi słowy: „Każdego dnia polactwo, doprowadzone do totalnego skołowania, sfrustrowane, skundlone, oduczone troski o jakiekolwiek wspólne dobro, wymusza na swoich elitach taką właśnie politykę. Aby pod siebie. Aby do jutra”. Jakub Majmurek ironizował: „Wyobraźmy sobie reakcję środowisk, w których dziś czytuje się Ziemkiewicza, gdyby ktoś tak napisał o beneficjentach 500 plus”.
Teresa Bochwic upatrywała w tytułowym neologizmie „odrażającej nazwy, kojarzącej się w oczywisty sposób z robactwem”. Wojciech Chlebda pisał, iż termin „polactwo” został przez Ziemkiewicza utrwalony jako określenie „biernej, niechętnej zmianom i wstecznej części polskiego społeczeństwa postpeerelowskiego”.
Inne recenzje:
- P. BRATKOWSKI: Chamy, elity i błazen. „Newsweek Polska” 2004 nr 32.
- J. KORWIN-MIKKE. „Najwyższy Czas” 2004 nr 39.
- M. ŁAWRYNOWICZ: Wszyscyśmy Polactwem podszyci. „Życie” 2004 nr 212.
- J. MALTECKI: Wieszatiel. „Dziś” 2004 nr 11.
- M. TERLIKOWSKA: Chocholi taniec demokracji. „Nowe Państwo” 2004 nr 12.
- W. BEREŚ, J. SKOCZYLAS: Pokłon eseiście. „Gaz. Wybor.” 2005 nr 158.
- J. GIZELLA: Morska choroba albo Polska skundlona. „Arcana” 2005 nr 1/2.
- K.W. STUDNICKI-GISBERT: Jak rozmawiać o Polsce. „Dziś” 2005 nr 4.